# Hôpital militaire Villemanzy
L'Hôpital militaire Villemanzy est un ancien établissement hospitalier des armées ouvert à Lyon en 1859 et fermé en 1945.
La fontaine adossée au mur de l'hôpital sur la montée Saint-Sébastien fait l’objet d’une inscription au titre des monuments historiques depuis le 9 octobre 1954.

## Histoire
En juillet 1859, alors que débute la Campagne d'Italie, l'Armée ouvre sur les hauteurs des pentes de la Croix-Rousse une annexe de l'Hôpital d'instruction des armées Desgenettes (hôpital militaire des quais du Rhône). Pour cela, la caserne des Colinettes, ouverte dans l'ancien couvent des sœurs de Sainte-Élisabeth en 1792, est réaménagée. En 1865, l'hôpital est reconnu apte au traitement des maladies infectieuses. Il peut à cette époque loger 386 sous-officiers et soldats, ainsi que 38 infirmiers. La Guerre franco-allemande de 1870 pérennise son existence.
En 1886, le général Georges Boulanger, ministre de la Guerre, décide de renommer les hôpitaux militaires selon de grands personnages de l'histoire militaire française. L’hôpital des Colinettes est alors rebaptisé en l'honneur de Jacques Pierre Orillard de Villemanzy, ancien intendant général et général de division.
À partir de 1919, l'hôpital devient une annexe de l'École du service de santé des armées de Lyon et ne fonctionne que de temps à autre en fonction des besoins. Le 24 août 1939, il est remis durablement en service tout au long de la Seconde Guerre mondiale. Fin 1945, l'établissement de soins ferme définitivement.
Dans les années 1960, cet établissement accueille les élèves officiers de réserve d'administration du Service de santé. À partir de la rentrée universitaire de 1969, l'ancien hôpital ne sert plus qu'à héberger des élèves de quatrième et cinquième année de l'École du service de santé des armées. Après l'ouverture de la nouvelle école de Bron en juillet 1981, les locaux sont cédés à la ville de Lyon qui les aménage en logement pour universitaires étrangers. L'ancien hôpital est renommé « Cercle Villemanzy ». La terrasse dominant le Rhône est alors aménagée en jardin public et un restaurant ouvre dans l’ancienne résidence du médecin-chef.

## Architecture
L'enceinte de l'ancien hôpital forme un îlot en terrasse délimité par :
- la montée Saint-Sébastien à l'ouest,
- la rue des Fantasques au sud,
- la rue Adamoli à l'est,
- la rue Magneval au nord.

L'hôpital est constitué d'un corps de logis principal, perpendiculaire à la montée Saint-Sébastien et orienté sud-ouest / nord-est, et d'une aile en retour parallèle à la rue Adamoli. Ce dernier bâtiment est flanqué d'une aile occupant l'angle nord de l'enceinte entre la rue Magneval et la rue Adamoli. Une chapelle est accolée au bâtiment principal. Un bâtiment, aujourd'hui disparu, était accolé à cette chapelle. Un bâtiment moderne a été construit dans les années 1980-1990 dans l'alignement de l'aile sur la rue Magneval.
Dans la cour nord, deux bâtiments annexes surplombent les escaliers de la rue Adamoli. Dans la terrasse formant jardin, deux bâtiments longeaient la rue Saint-Sébastien. L'un a été démoli pour ouvrir le jardin sur la rue. Le deuxième bâtiment, dominant l'angle des rues Saint-Sébastien et des Fantasques, est l'ancienne villa du médecin-chef et abrite aujourd'hui un restaurant.
La Ville de Lyon cédera ensuite cet ensemble au groupe Belambra qui le transformera en résidence hôtelière 3* tel qu'elle fonctionne actuellement.